# Cécile Cornet
Cécile Cornet, née le 13 juin 1978 à Huy, est Secrétaire Fédérale du MOC de Namur.
Ancienne députée fédérale et conseillère communale à Andenne, elle a quitté la politique pour retourner dans l’associatif.

## Biographie
Cécile Cornet nait le 13 juin 1978 à Huy
Elle commence sa carrière aux Equipes Populaires, puis a été assistante parlementaire, formatrice en milieu syndical et conseillère politique.
Depuis le 1er janvier 2025, Cécile Cornet est à la tête du MOC en Province de Namur.
De 2020 à 2024, elle a été députée fédérale à la Chambre des représentants comme suppléante de Georges Gilkinet qui devient ministre dans le gouvernement De Croo.